# Ozodicera bimaculata
Ozodicera bimaculata är en tvåvingeart som beskrevs av Günther Enderlein 1912. Ozodicera bimaculata ingår i släktet Ozodicera och familjen storharkrankar. Inga underarter finns listade i Catalogue of Life.